# Attagenus maritimus
Attagenus maritimus is een keversoort uit de familie spektorren (Dermestidae). De wetenschappelijke naam van de soort werd in 1839 gepubliceerd door Gené.